# Darmawangi
Darmawangi is een bestuurslaag in het regentschap Sumedang van de provincie West-Java, Indonesië. Darmawangi telt 3954 inwoners (volkstelling 2010).